# Katrín Jakobsdóttir
Katrín Jakobsdóttir (Reykjavík, 1º febbraio 1976) è una politica islandese, primo ministro dell'Islanda dal 30 novembre 2017 al 9 aprile 2024.

## Biografia
Jakobsdóttir è nata a Reykjavík. Si è laureata nel 1999 all'Università d'Islanda con una laurea maggiore in islandese e una minore in francese. Ha ricevuto il suo diploma in letteratura islandese dalla stessa università nel 2004 per una tesi sul lavoro del famoso scrittore di gialli islandesi Arnaldur Indriðason. Ha lavorato inizialmente all'agenzia di stampa dell'emittente televisiva islandese RÚV dal 1999 al 2003, alla Scuola di Mímir dal 2004 al 2007 e poi come docente anche in poli studenteschi di prestigio come la stessa Università d'Islanda, l'Università di Reykjavík nel 2005-2006 e il Menntaskolinn í Reykjavík nel 2006-2007. Ha poi lavorato come freelance per i media radiotelevisivi e ha scritto per una varietà di supporti di stampa dal 2004 al 2006, oltre che per la casa editrice Edda e la rivista JPV dal 2005 al 2006.

## Carriera politica

### Deputata, ministro e leader dei Verdi
Jakobsdóttir è membro dell'Althing dal 2007. Dopo essere stata ministro dell'Educazione, della Scienza e della Cultura dal 2009 al 2013 nei governi di Jóhanna Sigurðardóttir, è diventata leader del partito politico islandese Sinistra - Movimento Verde dal 24 febbraio 2013.

### Primo ministro
Il 15 settembre 2017, la coalizione tripartitica (Partito dell'Indipendenza, Rinascita e Futuro Luminoso) che sosteneva il governo di Bjarni Benediktsson è collassata in seguito uno scandalo riguardante il padre del primo ministro Benediktsson, che sarebbe intervenuto per proporre la grazia ad un suo amico, Hjalti Sigurjón, condannato per pedofilia. Dopo il ritiro di Futuro Luminoso dalla coalizione di governo, non avendo più la maggioranza parlamentare, il premier ha chiamato le elezioni anticipate dell'Althing islandese.
Dopo le elezioni parlamentari in Islanda del 2017 in cui è emerso un panorama politico molto instabile, Jakobsdóttir ha ricevuto dal presidente Guðni Thorlacius Jóhannesson l'incarico della creazione della nuova coalizione di governo tra Verdi, dal Partito Progressista, da Alleanza Socialdemocratica e dal Partito Pirata. I colloqui di coalizione tra le quattro parti sono iniziati formalmente il 3 novembre 2017, ma non hanno avuto successo a causa delle preoccupazioni del Partito Progressista secondo cui la sua coalizione avrebbe una maggioranza troppo esigua. Di conseguenza, Jakobsdóttir ha cercato di guidare una coalizione tripartita con il Partito dell'Indipendenza e il Partito Progressista. Dopo che i colloqui della coalizione furono completati, il presidente Jóhannesson concesse formalmente a Katrín un mandato per formare l'esecutivo, che si insediò il 30 novembre. È la seconda donna a servire come primo ministro islandese dopo Jóhanna Sigurdardóttir, nominata nel 2009.
Come capo del governo, ha reso le tasse più progressive, ha investito nell'edilizia sociale, ha esteso il congedo parentale e ha ridotto il divario salariale di genere. Ha dovuto fare concessioni ai suoi partner di destra per mantenere la sua coalizione, come la rinuncia alla creazione di un parco nazionale nel centro del paese.
Nel settembre 2021, quasi quattro anni dopo il suo insediamento, rimane molto popolare e lascia un'immagine di integrità e sincerità. La sua buona gestione della pandemia di Covid-19 è stata lodata, con il paese che ha uno dei migliori record sanitari in Europa con 33 morti.
Le elezioni legislative del 2021 sono state un fallimento per il partito del primo ministro, il Movimento dei Verdi e della Sinistra, che ha perso tre dei suoi undici seggi in Parlamento. Tuttavia, il governo di coalizione ha mantenuto la sua maggioranza e sono iniziati i negoziati tra i partiti per rinnovare il loro accordo. I sondaggi condotti nei giorni successivi alle elezioni indicano che una larga maggioranza di islandesi vuole che Katrín Jakobsdóttir rimanga come primo ministro.

### Elezioni presidenziali del 2024
Il 9 aprile 2024, Katrín si è dimessa da primo ministro e presidente del Movimento Sinistra-Verde e si è candidata alla presidenza dell'Islanda. È arrivata seconda dietro Halla Tómasdóttir ricevendo il 25,2% dei voti.  Katrín ha detto che non ha intenzione di candidarsi nuovamente alla presidenza.

### Cooperazione internazionale
Jakobsdóttir è stata membro dei seguenti comitati:
- Delegazione islandese all'Assemblea parlamentare del Consiglio d'Europa 2017
- Delegazione islandese alle commissioni parlamentari EFTA e SEE 2014-2016
- Commissione parlamentare mista UE-Islanda 2014-2016 (Vicepresidente 2014-2016)
- Delegazione islandese al Consiglio nordico occidentale 2013-2014

## Vita privata
Jakobsdóttir è sposata con Gunnar Örn Sigvaldason da cui ha tre figli nati nel 2005, 2007 e 2011. Viene da una famiglia che ha dato diverse personalità di spicco alla politica islandese, al mondo accademico e alla letteratura. È la sorella minore dei fratelli gemelli Ármann Jakobsson e Sverrir Jakobsson, entrambi professori di scienze umanistiche all'Università d'Islanda. Katrín è la pronipote del politico e giudice Skúli Thoroddsen e della poetessa Theódóra Thoroddsen, e nipote dell'ingegnere e del deputato Sigurður S. Thoroddsen. Il poeta Dagur Sigurðarson è suo zio materno.